# Howie Island
Howie Island är en ö i Australien. Den ligger i delstaten Tasmanien, i den sydöstra delen av landet, omkring 310 kilometer nordväst om delstatshuvudstaden Hobart. Arean är 0,12 kvadratkilometer.
Genomsnittlig årsnederbörd är 1 496 millimeter. Den regnigaste månaden är augusti, med i genomsnitt 233 mm nederbörd, och den torraste är februari, med 44 mm nederbörd.